# Club Deportivo Guadalajara (féminines)
Maillots
Actualités
Dernière mise à jour : 18 mai 2023.
Le Club Deportivo Guadalajara Femenil, plus couramment abrégé en CD Guadalajara Femenil ou souvent appelé Chivas, est un club de football féminin mexicain basé à Zapopan.

## Histoire
Lorsqu'en décembre 2016 est annoncée la création d'une ligue professionnelle de football féminin au Mexique, le Club Deportivo Guadalajara, fondé en 1906, recrute officiellement le 3 janvier 2017 pour former une section féminine professionnelle. La section féminine du club jouait auparavant au niveau amateur et se fait remarquer en 2008 avec un titre de vice-champion en première division, puis de champion lors du tournoi d'ouverture 2009.
Le club joue son premier match officiel de l'ère professionnelle le 3 mai 2017, en Coupe de la Ligue, une compétition organisée pour préparer le futur championnat. Les Chivas perdent 6 à 1 contre Pachuca, futur vainqueur de la compétition.
Lors du premier championnat féminin du Mexique, Guadalajara termine à la troisième place de la saison régulière, puis retrouve Pachuca en finale. Après une défaite 0-2 au match aller, les Chivas remportent la finale retour 3-0, à domicile devant 32 466 spectateurs. Le club devient alors le premier champion de la Liga MX Femenil.
Les saisons suivantes le club sera toujours en haut de tableau, se qualifiant souvent pour la phase finale, le meilleur résultat est obtenu lors du tournoi d'ouverture 2018, où le club atteindra les demi-finales.
Le 11 mars 2021, Alicia Cervantes (en) marque son 21e but pour Guadalajara et égale le record de Norma Palafox (en).

## Palmarès
| Compétitions nationales                                                            |
| ---------------------------------------------------------------------------------- |
| - Liga MX Femenil (2) : - Champion : 2017 Ap., 2022 Cl. - Vice-champion : 2021 Cl. |

## Stades
Le CD Guadalajara joue certains matchs à domicile à l'Estadio Akron, les rencontres moins importantes à Valle Verde un complexe sportif appartenant au club. 